# Agencia de arbitraje privado
Una agencia de arbitraje privado u organización resolutora de conflictos (del inglés dispute resolution organization o DRO) es una organización que conceptualiza la prestación de servicios tales como la mediación y el arbitraje a través del sector privado. Se trata de un importante aspecto de la teoría anarcocapitalista en torno a los contratos de Derecho privado. Muchas de estas organizaciones existen ya.
Una ventaja sobre los sistemas judiciales gubernamentales es que la primera puede existir en un mercado competitivo en el que los empresarios en la busca de beneficios buscan superar a sus rivales en la prestación de un buen servicio, precios bajos, y otras características valoradas por sus clientes. Sin embargo, estas organizaciones no necesariamente tienen fines de lucro; al día de hoy muchas son organizaciones sin fines de lucro financiadas en gran parte a través de donaciones de fundaciones benéficas, así como de gobiernos locales interesados en quitar algunas cargas a su sistema judicial. En una sociedad anarquista de mercado, las comunidades voluntarias podrían proporcionar este tipo de subvenciones.

## Teoría
Ejecutoriedad de las sentencias. Murray Rothbard opina que las decisiones de los tribunales no tienen por qué ser aplicadas por el gobierno, a fin de ser eficaces. Incluso antes de las decisiones de que las organizaciones de solución de conflictos fueran consideradas legalmente vinculantes en los tribunales del gobierno, los comerciantes las acataban para evitar el riesgo de ostracismo y boicot. Un comerciante que se negara a acatar el veredicto estaría en la lista negra y, por tanto, sería incapaz de valerse de los servicios de un árbitro en el futuro.
Tribunales de apelación. El mercado por la libertad toma nota de que los contratos podrían proporcionar tribunales de apelación, si las partes estaban dispuestas a tomar el riesgo extra de gastos ocasionados por las apelaciones. Hacia una nueva libertad también cita tribunales de apelación como un medio de solución de controversias entre las personas que se suscriben a diferentes agencias de arbitraje privado. Por lo tanto, si Pérez, un abonado a la empresa Corte Metropolitana, es acusado de un delito contra López, un abonado a Corte Cautelar, entonces el caso puede ser escuchado en ambos tribunales, si los tribunales están de acuerdo sobre la culpabilidad o inocencia de Pérez o, a continuación se dará dicha sentencia, pero si hay desacuerdo, a continuación un tribunal de apelación acordado por Metropolitana y Cautelar decidirá el caso.

## Ejemplos
Organizaciones como estas están autorizadas a recibir honorarios y comisiones de admisión de casos en Virginia, Estados Unidos. Por ejemplo, Ethan Katsch y Karim Benyekhlef formaron la Internet Dispute Resolution Organization que dispone de una probada interfaz en línea para la solución de controversias.
En los Estados Unidos, la Asociación Americana de Arbitraje se ocupa de alrededor de una cuarta parte del negocio de arbitraje en el país. Asociaciones comerciales manejan la gran mayoría de esas controversias. La Council of Better Business Bureaus opera programas de arbitraje para los consumidores y alienta a las empresas a preacordar el arbitraje de las reclamaciones de los consumidores. Los principales tribunales privados incluyen Judicial de Arbitraje y Mediación de Servicios de Empresa, Civicourt, y Judicate. Muchas empresas se especializan en minicasos.